# プリンス・ガオセブ
プリンス・ガオセブ（Prince Gaoseb、1998年7月7日 - ）は、ウェルウィッチアスに所属するラグビーユニオン選手。

## プロフィール
- ナミビア・オマルル出身[1]。
- ポジションはフランカー(FL)。
- 身長 186cm、体重 98kg
- U20ナミビア代表に選ばれたことがある[2]。
- ナミビア代表キャップは16でラグビーワールドカップ2019・ラグビーワールドカップ2023のナミビア代表に選ばれた[3][4]。

## 略歴
ウェルウィッチアス、リーズ・タイクスを経て、2021年、テルアビブ・ヒートに加入。
2023年、ウェルウィッチアズに復帰。